# Снежана Стаменковић
Снежана Стаменковић (Београд, 4. јун 1961) српска је оперска певачица (сопран) и професор певања.

## Биографија
Студирала је оперско певање на Универзитету уметности у Београду у класи професорке Бисерке Цвејић, где је паралелно радила две године као асистент на катедри за оперско певање.
Године 1982. заједно са Снежаном Мишковић и Изолдом Баруџијом оснива музичку групу Аске са којом је исте године учествовала на фестивалу Југовизија, националном избору за Песму Евровизије. Аске су на Југовизији победиле са песмом Сање Илића Хало, хало, да би потом у Херогату 1982. заузеле 14. место са 21 освојеним бодом. Стаменковићева је одмах након Евровизије напустила Аске и фокусирала се искључиво на студије.
Године 1987. дебитовала је у Опери Народног позоришта у Београду у улози Сузане у опери Фигарова женидба. Потом је учествовала и на бројним међународним оперским фестивалима где је освајала бројна признања, укључујући и прве награде на фестивалима Concours International de Chant Madame Mady Mesple у Нанту и Prix de la Federation Internationale des Organisations de Festivals.
Почетком 1990-их напушта Београд и одлази, прво у Трир (1990−1992), а потом у Берн (1992−1997) где добија ангажмане у градским позориштима, а сезону 1997/98. започиње ангажманом у Опери у Лајпцигу где изводи улоге Микаеле, Мими, Татјане, Памине, Доња Елвире и Контесе. Од априла 2002. ради као професор певања на Универзитету музичке и примењене уметности у Манхајму.